# Myroslav Skoryk

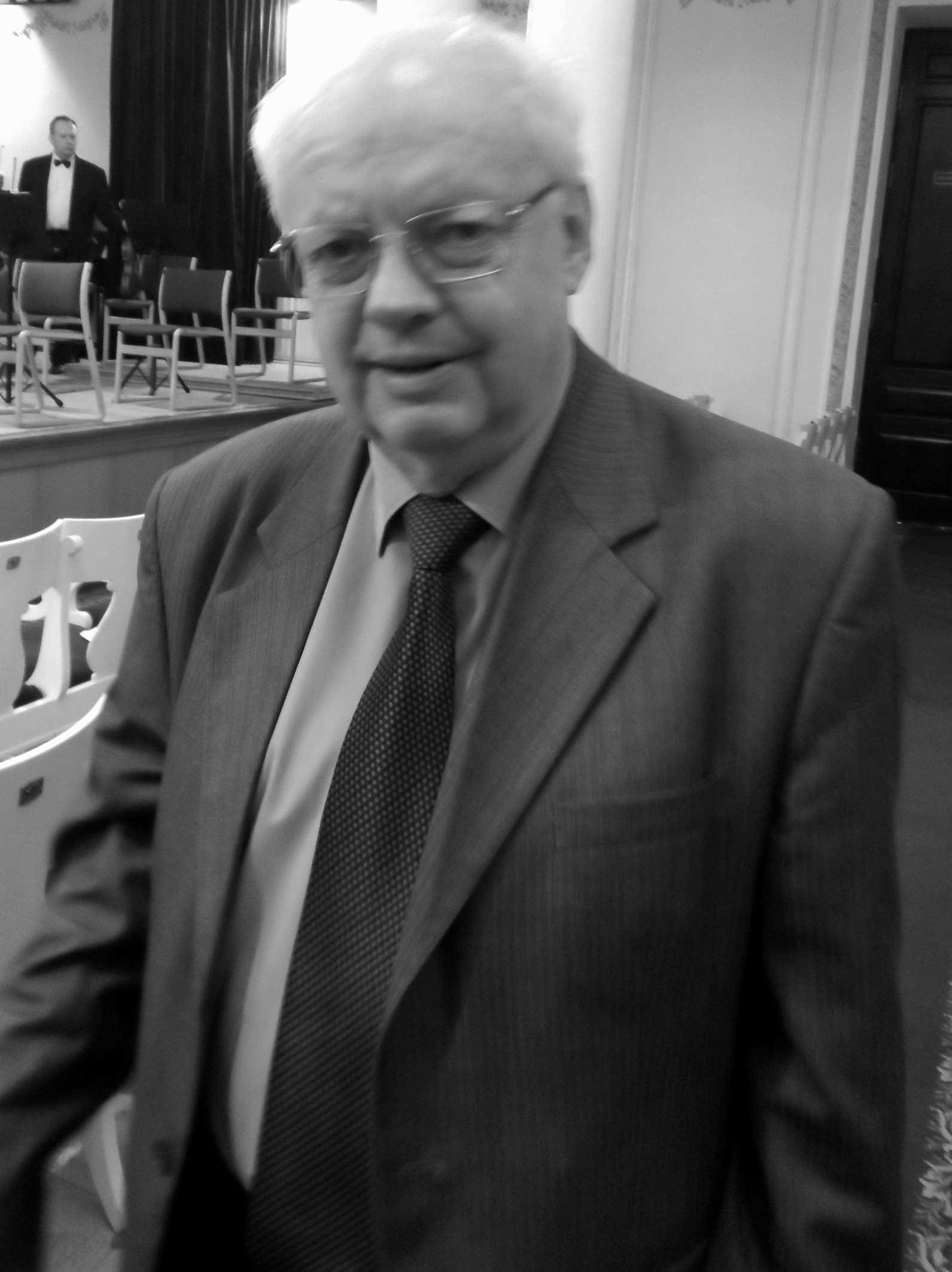
Myroslav Skoryk

Myroslav Mychajlovytsj Skoryk (Oekraïens: Миросла́в Миха́йлович Ско́рик) (Lviv, 13 juli 1938 - Kiev, 1 juni 2020) was een Oekraïense componist en musicoloog.

## Levensloop
Skoryk kreeg in 1945 in Lviv aan de muziekschool zijn eerste muzieklessen. In 1947 werd hij, zoals veel vertegenwoordigers van de West-Oekraïense intelligentsia, met zijn ouders naar Siberië gedeporteerd. Pas na de dood van Stalin werd het de familie toegestaan terug te keren. In de jaren 1955-1960 studeerde hij compositie aan het conservatorium van Lviv bij Stanislav Ljudkevytsj, Roman Simovytsj en Adam Soltys. In de jaren 1960-1963 zette hij zijn studie voort aan het Tsjaikovski-conservatorium in Moskou bij Dmitri Kabalevski.
Na zijn afstuderen in 1963 gaf Skoryk eerst les in muziektheorie en compositie aan het conservatorium van Lviv and vanaf 1966 aan het conservatorium van Kiev. In 1971 werd hij docent en in 1985 hoogleraar. Onder zijn studenten zijn vele succesvolle componisten, zoals Jevhen Stankovytsj, Ivan Karabyts en Osvaldas Balakauskas. In 1968 werd hij tevens secretaris van de Oekraïense Componistenbond en in 1988 tevens hoofd van de afdeling Lviv van deze organisatie. Hij werd onderscheiden met onder meer de prestigieuze Sjevtsjenko-prijs in 1987 en de titel Volksartiest van de Oekraïense SSR in 1988.
Het muzikale oeuvre van Skoryk is buitengewoon veelkleurig: hij schreef opera's, een ballet, een requiem, een concert voor orkest ("Karpatisch concert"), soloconcerten (3 piano, 2 viool, 1 cello) en andere orkestwerken, werken voor diverse ensembles, voor piano-solo en liederen. Ook bewerkte hij werken uit Oekraïne's muzikale verleden en schreef hij de muziek voor ca. 40 films, alsmede jazz en populaire muziek. Zijn stijl is gelijktijdig modern, expressief en speels. De muziek van Skoryk is diep geworteld in de Oekraïense folklore, vooral die van de Karpaten, maar hij gaat ook invloeden van de salonmuziek, de popmuziek en de jazz niet uit de weg. Zijn werk wordt over de hele wereld uitgevoerd, zowel in Oekraïne, de andere voormalige sovjetrepublieken als in het westen, waarbij Skoryk zelf regelmatig als dirigent of pianist optrad.
Naast zijn werk als componist en uitvoerend musicus was Skoryk ook een vooraanstaand musicoloog.

## Composities
- 1959 - "In de Karpaten" (piano)
- 1960 - "Wals" (orkest)
- 1960 - "Vesna" ("Lente"), op teksten van Ivan Franko (solisten, koor, orkest)
- 1961 - Variaties (piano)
- 1961 - Suite voor strijkorkest
- 1962 - Vier romances op teksten van Taras Sjevtsjenko (zang, piano; ook bewerkt voor zang en orkest)
- 1963 - "Silneje smerti" ("Sterker dan de dood") (orkest)
- 1963 - Sonate nr. 1 voor viool en piano
- 1964 - "Blues" (piano)
- 1964 - "Burlesque" (piano)
- 1964 - "Tsjelovek" ("De mens"), op teksten van E. Meželaitis (solisten, koor en orkest)
- 1965 - "Hoetsoelskyj tryptych" (orkest)
- 1966 - "Uit het Kinderalbum" (piano)
- 1966 - Partita nr. 1 (strijkorkest)
- 1967 - "Kamenjari" (ballet in een akte)
- 1969 - "Recitatieven en Rondo" (pianotrio)
- 1969 - Concert nr. 1 voor viool en orkest
- 1970 - Partita nr. 2 (kamerorkest)
- 1970 - "0:0 v nasjoe polzoe" ("0:0 voor ons"), muzikale komedie
- 1972 - Karpatisch concert (orkest)
- 1973 - Drie fantasieën uit de Lvivse luittabulatuur van de 16e eeuw (bewerking voor kamerorkest)
- 1973 - Suite uit de muziek voor "Kaminnyj Hospodar" ("De stenen gastheer"), op teksten van Lesja Oekrajinka (orkest)
- 1974 - "Drie Oekraïense bruiloftsliederen" (zang, orkest)
- 1974 - Partita nr. 3 (strijkorkest; bewerking voor strijkkwartet)
- 1974 - Partita nr. 4 (orkest)
- 1975 - Partita nr. 5 (piano)
- 1977 - "Na Roesaltsjyn Velykden" ("Op het Paasfeest van de Roesalka's"), opera in een akte van Mykola Leontovytsj (redactie en orkestratie)
- 1977 - Concert voor piano en orkest nr. 1
- 1978 - "Liederen van Harlequin" (musical voor kinderen)
- 1979 - "Toccata" (piano)
- 1982 - Concert nr. 2 voor piano en orkest
- 1984 - Concert voor cello en orkest
- 1991 - Sonate nr. 2 voor viool en piano
- 1994 - "A-RI-A" (cello of viool, piano)
- 1996 - "Karpatische rhapsodie" (klarinet, piano)
- 1996 - Partita nr. 6 (strijkkwartet)
- 1998 - Partita nr. 7 (blaaskwintet)
- 2001 - "Mojsej" ("Mozes"), opera op teksten van Ivan Franko.
- 2001 - Concert nr. 3 voor viool en orkest
- 2001 - Spaanse dans (kamerorkest)

- "Requiem" (koor, solisten, orkest)
- "Aldumblad" (piano; versie voor strijkkwartet)
- "Melodie" (piano; versies voor strijkkwartet en strijkorkest)
- "Drie jazz-stukken" (piano vierhandig)
- Stukken voor vocaal ensemble
- Liederen
- Muziek voor meer dan 40 films, waaronder De vuurpaarden van Sergej Paradzjanov.